# Bando de Tangarás
O Bando de Tangarás foi um conjunto vocal e instrumental organizado no Rio de Janeiro em 1929. Seus integrantes eram Almirante (pandeiro e vocal), Braguinha (violão e vocal), Henrique Brito (violão), Noel Rosa (violão) e Alvinho (violão e vocal).

## História
Inspirados nos conjuntos regionais de enorme sucesso na época como Os Turunas Pernambucanos e Os Turunas da Mauricéia, em 1928, os alunos do Colégio Batista, na Tijuca, entre eles Braguinha, Alvinho e o potiguar Henrique Brito, formaram o conjunto amador intitulado Flor do Tempo, que, apesar de carioca, divulgaria igualmente cocos e emboladas. Mais tarde, o cantor Almirante ingressa no grupo. Faziam pequenas apresentações em espetáculos amadoristas, festivais beneficentes e festas familiares, principalmente na residência do empresário Eduardo Dale, diretor da Casa Pratt (máquinas registradoras importadas), onde surgiu o nome do grupo. A convite do governador do Espírito Santo, o conjunto chegou a apresentar-se em Vitória.
Convidados a gravar um disco na Odeon, no ano seguinte admitem então um outro bom violonista de Vila Isabel, Noel Rosa, o mais jovem, e formam um novo conjunto, o Bando de Tangarás. O nome foi inspirado na lenda dos tangarás, pássaros “cantadores” e “dançarinos” que, sempre em grupo de cinco, quatro formando roda e o quinto no centro (personificado no conjunto por Almirante), saltitando, cantam e dançam alegremente. Gravam então seu primeiro disco na Parlophon (subsidiária da Odeon) com o samba Mulher exigente, de Almirante.
Braguinha sugeriu certa feita, que cada um dos integrantes adote um pseudônimo com nome de pássaro. Braguinha passa a ser então João de Barro, nome com o qual é conhecido até hoje. Braguinha ficou sozinho pois a mudança de nome não foi adotada pelos outros tangarás.
Em 1930, o grupo admitiu novos instrumentistas, os violonistas Manoel de Lino e Sérgio Brito e os ritmistas Abelardo Braga e Daniel Simões.
Ainda em 1930, cantando quatro músicas, participaram do filme Coisas Nossas, de Wallace Downey.
O grupo se dissolveu em 1933 e seus integrantes prosseguiram carreiras individuais.
Henrique Brito faleceu de uma septicemia, época que integrava a orquestra da Rádio Mayrink Veiga como violonista, em 1935.